# John Charles Pritz
El Comodoro John Charles Pritz (João Carlos Pedro Pritz) fue un marino danés que hizo carrera en la armada del Imperio del Brasil durante la guerra que sostuvo con la República Argentina.

## Biografía

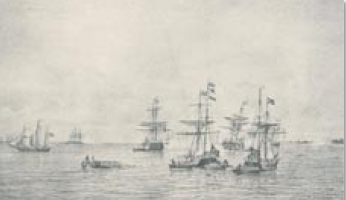
Monte Santiago.

El Capitán de Mar y Guerra Pritz integró la Segunda División de la Escuadra Brasilera (o División Bloqueo) al mando del Capitán James Norton. La División tenía la responsabilidad de mantener un bloqueo estricto de la ciudad de Buenos Aires, capital y principal puerto de la República. Aún contando con recursos muy superiores no fue posible evitar las frecuentes salidas de la escuadra argentina al mando del Almirante Guillermo Brown.
Al mando de la Fragata Dona Paula participó de los combates del 11 de junio de 1826 en Los Pozos y el 30 de julio de 1826 en Quilmes.
El 8 de abril de 1827, al mando de la Fragata Imperatriz, el ya comodoro Pritz, fue uno de los partícipes del Combate de Monte Santiago donde con una aplastante superioridad la flota brasilera se impuso a dos bergantines argentinos encallados que contaban con el apoyo de una goleta.